# 東京靴
東京靴株式会社（とうきょうぐつ）は、靴の販売を中心とする量販店を運営する小売業者。本社は島根県松江市。「シューズ愛ランド」の店舗ブランドで知られる。

## 概要
紳士靴、婦人靴、子供靴、ファッションシューズ、ブランドスニーカーなどの量販店を、西日本を中心に北陸、東海、近畿、中国、九州に39店舗を展開している。社名は「東京靴」だが、東京都には出店していない。
靴小売ランキングは、中国・四国・九州地区で1位。全国では10位となっている。

## 沿革
- 1950年8月 - 設立創業
- 1986年9月 - 島根県松江市にシューズ愛ランド1号店オープン
- 2009年8月 - 年間売上高100億円突破

## 運営店舗
シューズ愛ランド
地域最大級の売場を持つ郊外型店舗で、1店舗平均40,000足の品揃えを誇る。13府県、39店舗。
- 石川県
  - シューズ愛ランド小松店
- 静岡県
  - シューズ愛ランド浜松市野店
  - シューズ愛ランド浜松西店
- 三重県
  - シューズ愛ランド鈴鹿店
- 奈良県
  - シューズ愛ランド奈良柏木店
  - シューズ愛ランド橿原店
- 大阪府
  - シューズ愛ランド八尾沼店
  - シューズ愛ランド羽曳野店
  - シューズ愛ランド泉北高石店
  - シューズ愛ランド堺なかもず店
- 岡山県
  - シューズ愛ランド岡山十日市店
  - シューズ愛ランド倉敷笹沖店
  - シューズ愛ランド倉敷下庄店
  - シューズ愛ランド津山店
- 広島県
  - シューズ愛ランド広島緑井店
  - シューズ愛ランド福山蔵王店
  - シューズ愛ランド東尾道店
- 鳥取県
  - シューズ愛ランド鳥取安長店
  - シューズ愛ランド鳥取吉成店
  - シューズ愛ランド米子皆生店
  - シューズ愛ランド米子道笑町店
  - シューズ愛ランド鳥取倉吉店
- 島根県
  - シューズ愛ランド松江学園通店
  - シューズ愛ランド松江上乃木店
  - シューズ愛ランド出雲店
- 山口県
  - シューズ愛ランド山口店
  - シューズ愛ランド山口周南店
  - シューズ愛ランド下関店
  - シューズ愛ランド南岩国店
  - シューズ愛ランド宇部店
- 福岡県
  - シューズ愛ランド北九州折尾店
  - シューズ愛ランド小倉下曽根店
  - シューズ愛ランドコスタ行橋店
  - シューズ愛ランド福岡新宮店
  - シューズ愛ランド太宰府店
  - シューズ愛ランド福岡福重店
  - シューズ愛ランド久留米上津バイパス店
- 佐賀県
  - シューズ愛ランド佐賀店